# NASCAR 2001
NASCAR 2001 es un videojuego simulador de carreras desarrollado y publicado por EA Sports para PlayStation y PlayStation 2. NASCAR 2001 fue el cuarto juego de la serie EA Sports NASCAR, y es el primero de la serie que incluye representación del fabricante (aunque la versión para Windows de NASCAR 2000 y NASCAR Arcade, lanzado por Sega bajo la licencia de EA Sports, también incluía la marca del fabricante) y Daytona International Speedway.
El juego presenta homenajes a Adam Petty y Kenny Irwin Jr. (quienes también son conductores jugables), quienes murieron durante la temporada en la que se basó el juego.

## Recepción
| Críticas Publicación Calificación PS PS2 AllGame N/A [ 2 ] Electronic Gaming Monthly 6/10 [ 3 ] 5.33/10 [ 4 ] [ 5 ] GameFan N/A 69% [ 6 ] Game Informer 6.75/10 [ 7 ] 8.5/10 [ 8 ] Game Revolution N/A C− [ 9 ] GameSpot 7.9/10 [ 10 ] 7.6/10 [ 11 ] GameSpy N/A 55% [ 12 ] GameZone 8.5/10 [ 13 ] 8/10 [ 14 ] IGN 8.1/10 [ 15 ] 7.8/10 [ 16 ] Official PlayStation Magazine (EEUU) [ 17 ] [ 18 ] Puntuaciones de reseñas Metacritic 73/100 [ 19 ] 66/100 [ 20 ] |              |              |
| Críticas |              |              |
| Publicación | Calificación | Calificación |
| Publicación | PS           | PS2          |
| AllGame | N/A          | [ 2 ]        |
| Electronic Gaming Monthly | 6/10         | 5.33/10      |
| GameFan | N/A          | 69%          |
| Game Informer | 6.75/10      | 8.5/10       |
| Game Revolution | N/A          | C−           |
| GameSpot | 7.9/10       | 7.6/10       |
| GameSpy | N/A          | 55%          |
| GameZone | 8.5/10       | 8/10         |
| IGN | 8.1/10       | 7.8/10       |
| Official PlayStation Magazine (EEUU) | [ 17 ]       | [ 18 ]       |
| Puntuaciones de reseñas |              |              |
| Metacritic | 73/100       | 66/100       |

El juego recibió críticas "promedio" en ambas plataformas según el sitio web agregación de reseñas Metacritic. Sin embargo, David Chen de NextGen dijo sobre la versión de PlayStation 2: "En última instancia, es divertido conducir en círculos, NASCAR 2001 no es ni bonito ni divertido".
Lamchop de GamePro dijo en su edición de noviembre de 2000: "En última instancia, NASCAR 2001 para PlayStation es un juego de carreras de ritmo rápido que debería mantenerte pegado a la pista, si puedes pasarlo por alto. los problemas de sonido. Como mínimo, un alquiler aumentará tu adrenalina para un fin de semana de verdadera diversión de competencia de NASCAR". Sobre un tema posterior, Air Hendrix escribió: "Para En su temporada de novato en PS2, NASCAR 2001 se maneja como un ganador. No es perfecto, pero está lo suficientemente cerca como para emocionar a los fanáticos de los autos stock que buscan el próximo viaje genial".